# Pollenia mayeri
Pollenia mayeri är en tvåvingeart som beskrevs av Jacentkovsky 1941. Pollenia mayeri ingår i släktet vindsflugor, och familjen spyflugor. Inga underarter finns listade i Catalogue of Life.